# Tommaso Caputo
Tommaso Caputo (Afragola, 17 ottobre 1950) è un arcivescovo cattolico italiano, dal 10 novembre 2012 prelato di Pompei.

## Biografia
Nasce ad Afragola, in provincia ed arcidiocesi di Napoli, il 17 ottobre 1950.

### Formazione e ministero sacerdotale
Frequenta il seminario arcivescovile di Napoli e consegue la licenza in Sacra Teologia presso la Facoltà Teologica dell'Italia Meridionale, sezione "San Tommaso d'Aquino" di Napoli.
Il 10 aprile 1974 è ordinato presbitero dal cardinale Corrado Ursi per l'arcidiocesi di Napoli.
Dopo aver frequentato la Pontificia accademia ecclesiastica entra nel servizio diplomatico della Santa Sede. Dal 19 giugno 1993 alla nomina episcopale ricopre l'incarico di capo del protocollo presso la Segreteria di Stato della Santa Sede.

### Ministero episcopale

#### Nunzio apostolico a Malta e in Libia

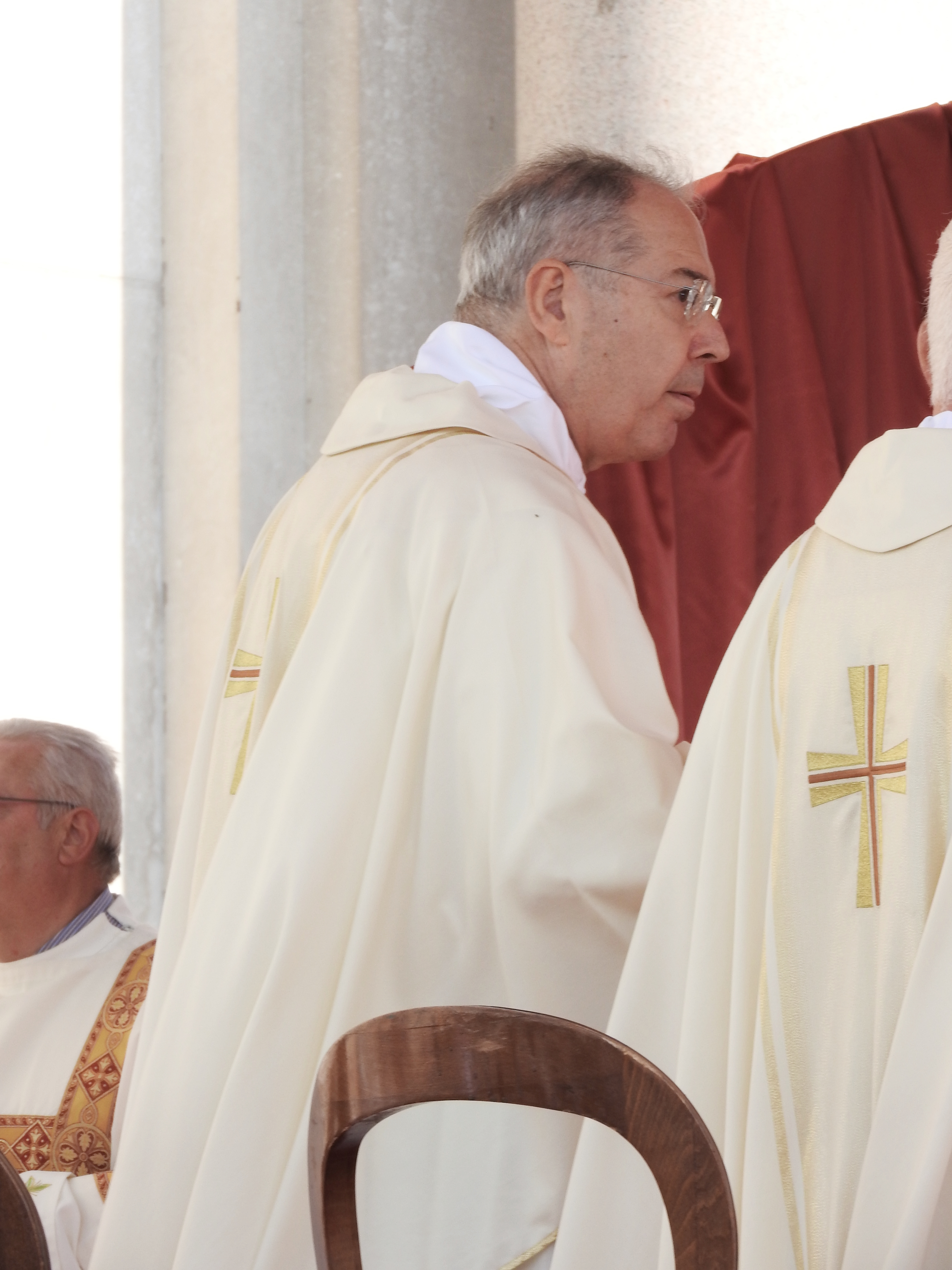
Mons. Caputo, il 1º ottobre 2017.

Il 3 settembre 2007 papa Benedetto XVI lo nomina arcivescovo titolare di Otricoli e nunzio apostolico a Malta e in Libia; succede a Félix del Blanco Prieto, precedentemente nominato elemosiniere di Sua Santità. Il 29 settembre successivo riceve l'ordinazione episcopale, con gli arcivescovi Francesco Giovanni Brugnaro, Gianfranco Ravasi (poi cardinale), Vincenzo Di Mauro e Mieczysław Mokrzycki, e il vescovo Sergio Pagano, nella basilica di San Pietro in Vaticano, per imposizione delle mani dello stesso pontefice, co-consacranti i cardinali Tarcisio Bertone e Marian Jaworski.
Nel febbraio 2011 rivolge un appello ai governi nazionali, affinché si interessino dell'evacuazione degli eritrei dalla Libia e li accolgano come rifugiati. Nell'ottobre dello stesso anno cerca di stabilire a Tripoli un primo contatto con il Consiglio nazionale di transizione.

#### Prelato di Pompei
Il 10 novembre 2012 papa Benedetto XVI lo nomina arcivescovo-prelato di Pompei e delegato pontificio del Santuario della Beata Vergine del Rosario; succede a Carlo Liberati, dimessosi per raggiunti limiti di età. Il 21 novembre successivo prende possesso della prelatura per procura, mentre fa il suo ingresso nel santuario il 12 gennaio 2013.
È membro della Commissione episcopale per l'evangelizzazione dei popoli e cooperazione tra le Chiese della Conferenza Episcopale Italiana e, dal 2014, delegato per i problemi giuridici della Conferenza episcopale campana.
Nel settembre 2019 è nominato assessore dell'Ordine equestre del Santo Sepolcro di Gerusalemme; succede a Giuseppe Lazzarotto, dimessosi per motivi di salute.
A seguito della scomparsa del vescovo Giovanni D'Alise, dal 5 ottobre 2020 al 20 gennaio 2021 ricopre l'ufficio di amministratore apostolico di Caserta.

## Genealogia episcopale
La genealogia episcopale è:
- Cardinale Scipione Rebiba
- Cardinale Giulio Antonio Santori
- Cardinale Girolamo Bernerio, O.P.
- Arcivescovo Galeazzo Sanvitale
- Cardinale Ludovico Ludovisi
- Cardinale Luigi Caetani
- Cardinale Ulderico Carpegna
- Cardinale Paluzzo Paluzzi Altieri degli Albertoni
- Papa Benedetto XIII
- Papa Benedetto XIV
- Papa Clemente XIII
- Cardinale Bernardino Giraud
- Cardinale Alessandro Mattei
- Cardinale Pietro Francesco Galleffi
- Cardinale Giacomo Filippo Fransoni
- Cardinale Antonio Saverio De Luca
- Arcivescovo Gregor Leonhard Andreas von Scherr, O.S.B.
- Arcivescovo Friedrich von Schreiber
- Arcivescovo Franz Joseph von Stein
- Arcivescovo Joseph von Schork
- Vescovo Ferdinand von Schlör
- Arcivescovo Johann Jakob von Hauck
- Vescovo Ludwig Sebastian
- Cardinale Joseph Wendel
- Arcivescovo Josef Schneider
- Vescovo Josef Stangl
- Papa Benedetto XVI
- Arcivescovo Tommaso Caputo